# Westerlee (Groningen)
Westerlee – wieś w Holandii, w prowincji Groningen, w gminie Oldambt. Była oddzielną wsią do 1821 r., kiedy została włączona do gminy Scheemda. W 2010 r. stała się częścią gminy Oldambt.